# Wigerus Vitringa

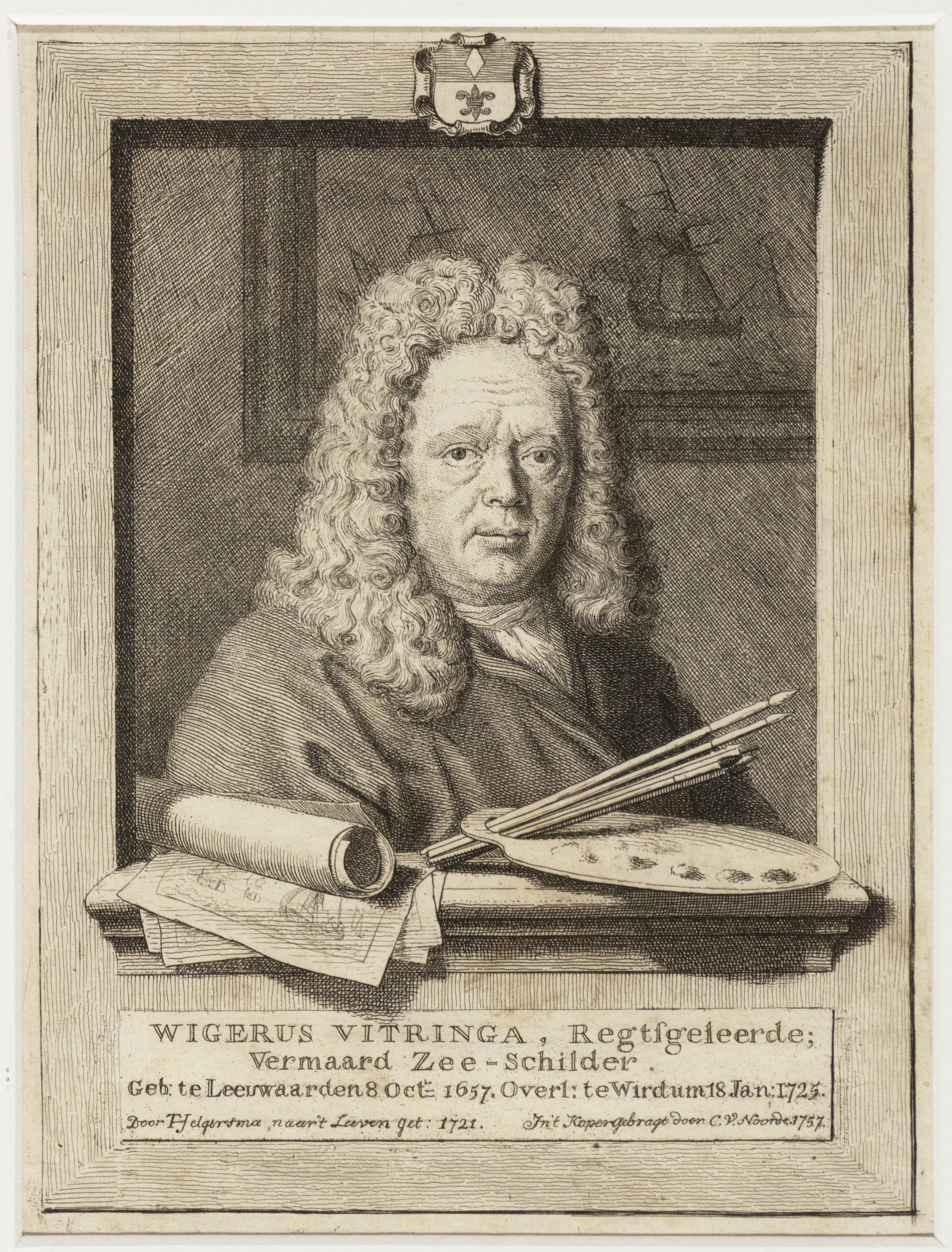
Portret van Wigerus Vitringa door zijn leerling Tako Jelgersma, gravure door Cornelis van Noorde

Dr. Wigerus Vitringa (Leeuwarden, 8 oktober 1657 - Wirdum, 18 januari 1725) was een Nederlandse kunstschilder van haven- en zeegezichten.
Vitringa studeerde rechten aan de Universiteit van Franeker en promoveerde op 4 juli 1678. Na zijn studie vestigde hij zich in Leeuwarden als advocaat aan het Hof van Friesland. Naast zijn werk als advocaat schilderde hij  eerst portretten en later zeestukken.
Vitringa verhuisde naar Alkmaar, waar hij zich geheel aan de schilderkunst wijdde. Vitringa was van 1696 tot 1706 lid van het Sint-Lucasgilde aldaar.
Hierna keerde Vitringa terug naar Leeuwarden. Vanwege een ernstige oogkwaal kon hij niet meer schilderen. Hij leidde nog wel leerlingen op. Tot zijn leerlingen behoorde Tako Jelgersma die meerdere portretten van Vitringa maakte. 

## Schilderijen en tekeningen

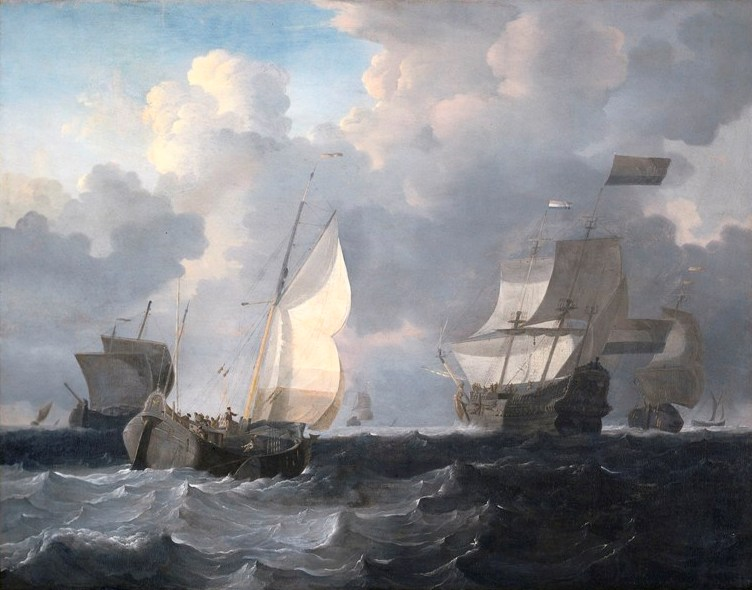
Zeegezicht met beurtschip en koopvaarders, Fries Museum
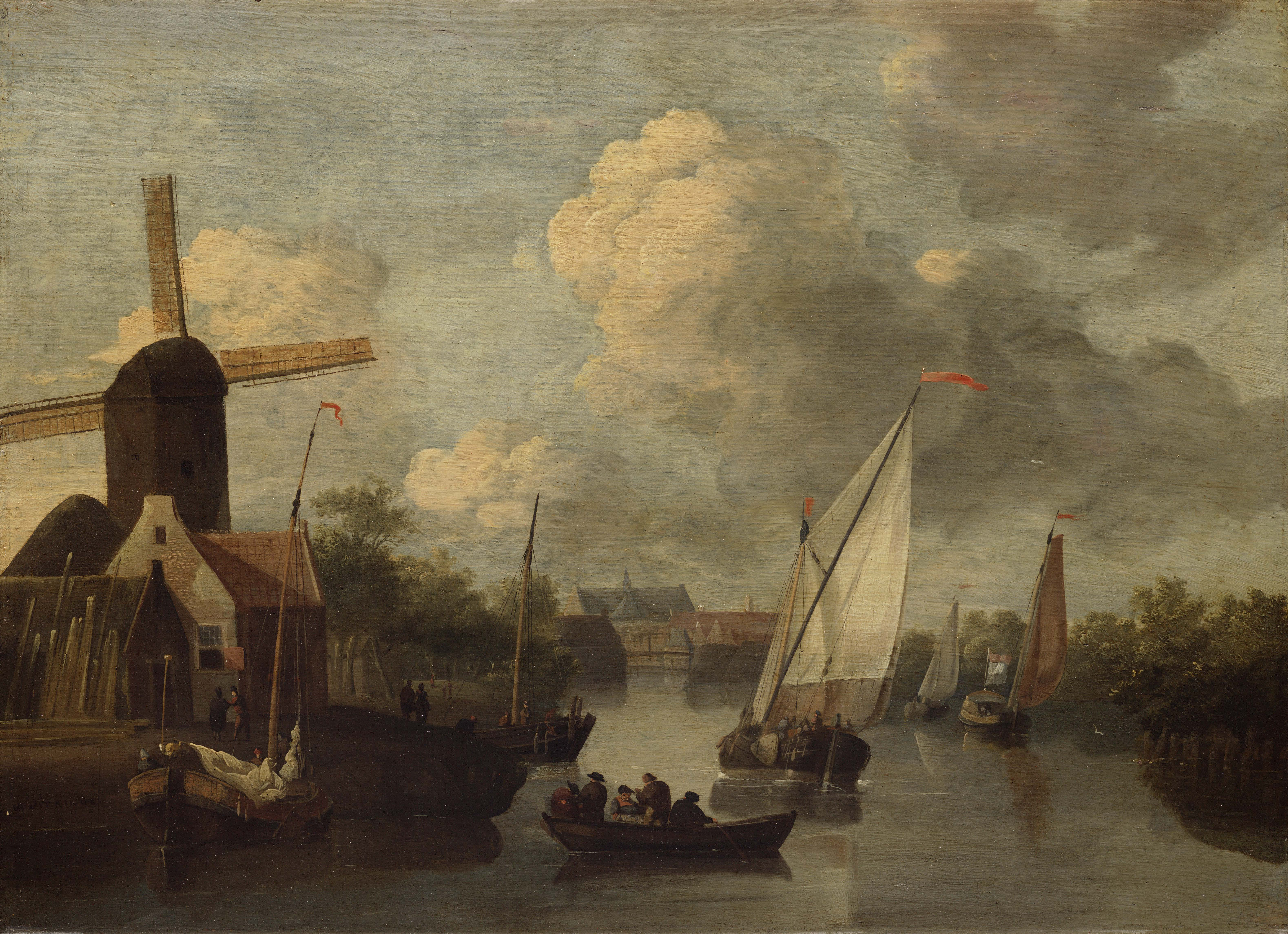
Alkmaar vanaf het Zeglis gezien, Stedelijk Museum Alkmaar
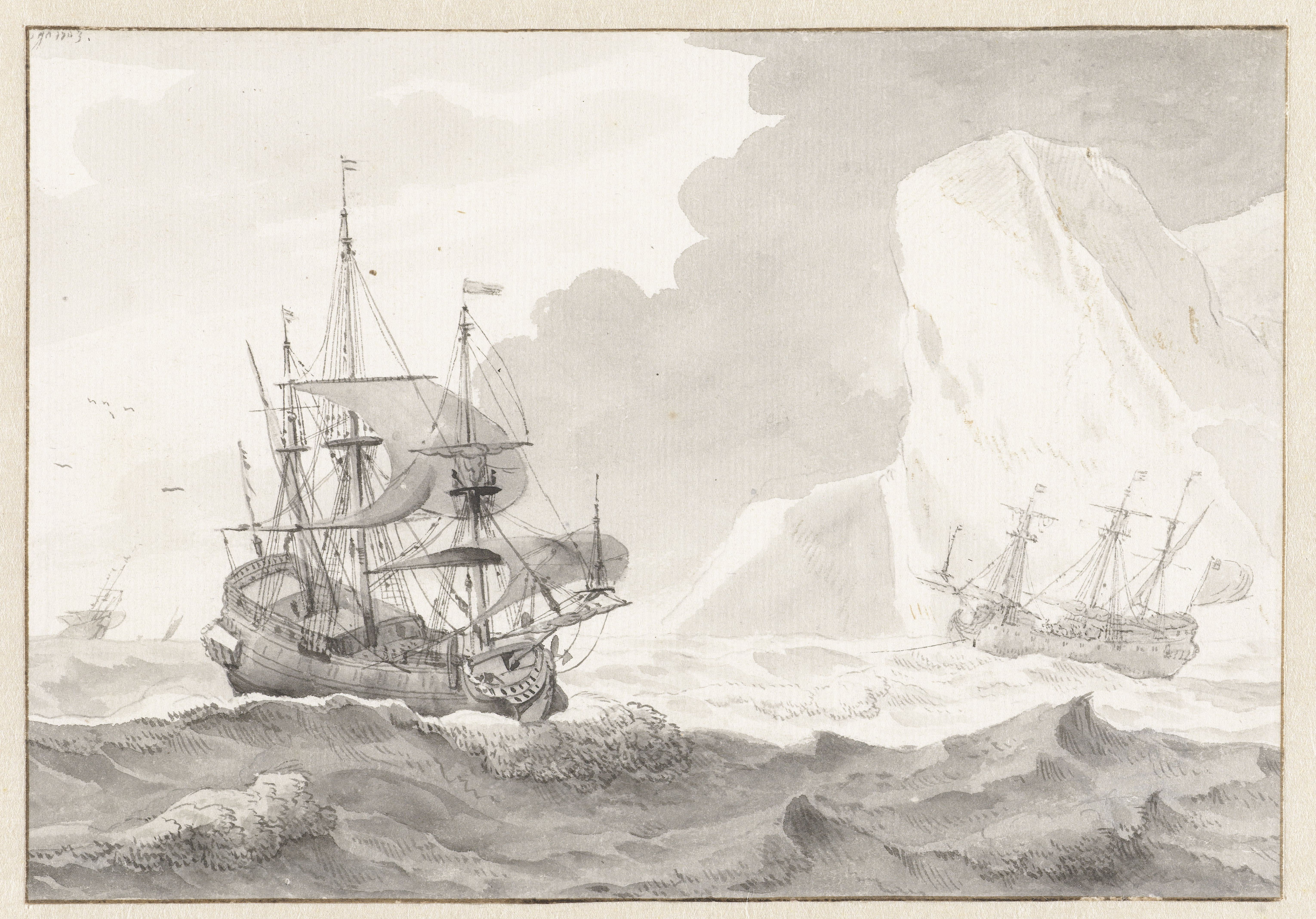
Twee zeilschepen bij een krijtrots, Rijksmuseum Amsterdam

- Biografisch Portaal: 32328926
- Digitale Bibliotheek voor de Nederlandse Letteren: vitr017
- Gemeinsame Normdatei: 135618738
- International Standard Name Identifier: 0000 0000 4566 3001
- Library of Congress Control Number: no2008081970
- Nederlandse Thesaurus van Auteursnamen: 304009725
- RKD-Nederlands Instituut voor Kunstgeschiedenis: 81379
- Système universitaire de documentation: 12926847X
- Union List of Artist Names: 500003483
- Virtual International Authority File: 18444795
- WorldCat: E39PBJyWQxXkyv6XrDYW3jRMyd